# Șaroș pe Târnave, Sibiu
Șaroș pe Târnave, mai demult Șaroșu Săsesc, Șaroșul pe Târnave, Șaroș, Șaroșul, (în dialectul săsesc Schuersch, Šuerš, a se pronunța "Șuărș", în germană Scharosch an der Kokel, Gross-Scharss, Scharesch, în maghiară Szászsáros) este o localitate componentă a orașului Dumbrăveni din județul Sibiu, Transilvania, România.

## Obiective turistice
În localitate se găsește o biserică fortificată din secolul al XIV-lea, clasată ca monument istoric.

## Galerie de imagini
Ansamblul bisericii evanghelice fortificate din Șaroș pe Târnave, construită în stil gotic în secolul XIV, monument istoric de categoria A.

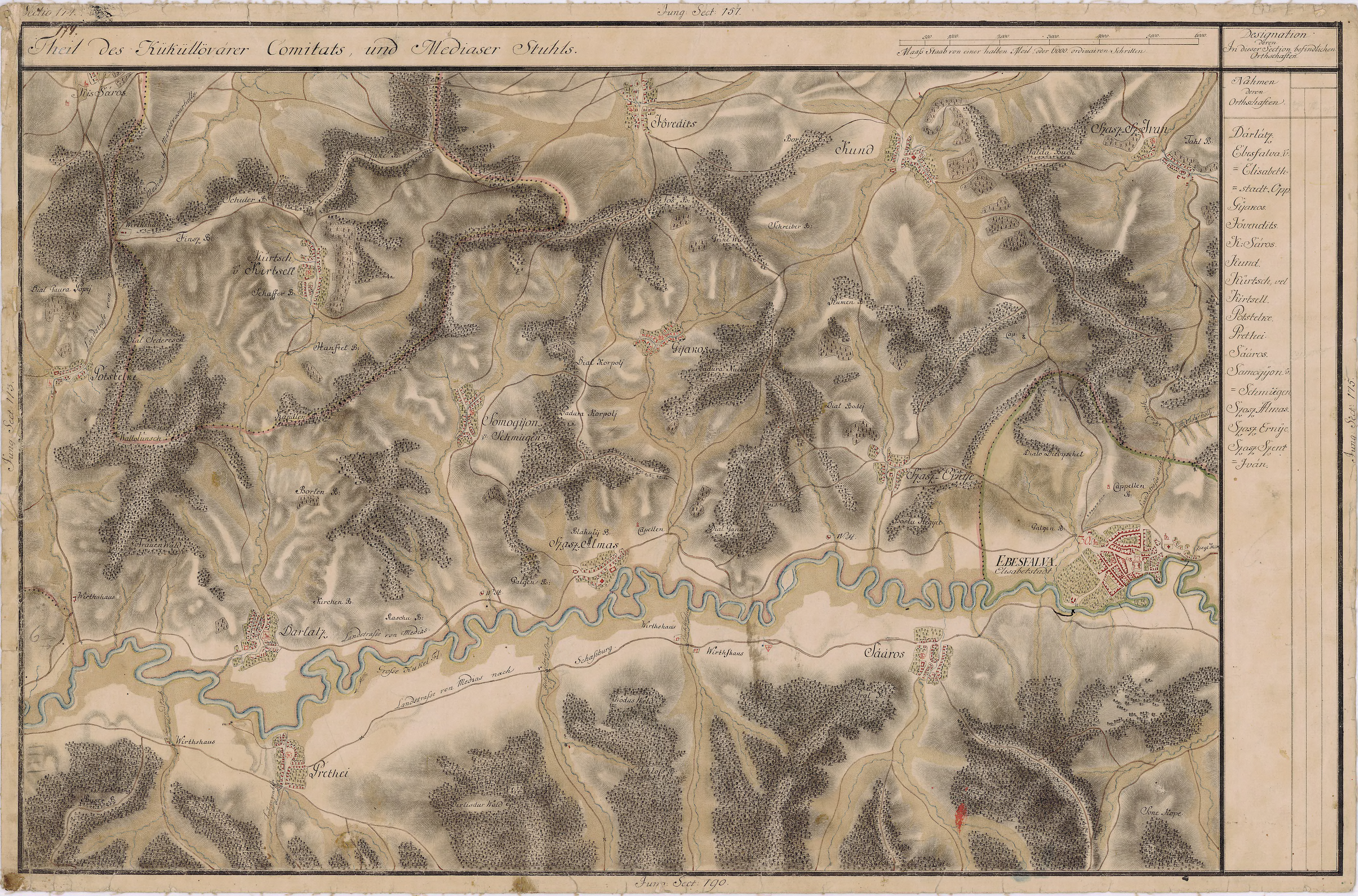
Şaroş pe Târnave în Harta Iosefină a Transilvaniei, 1769-73
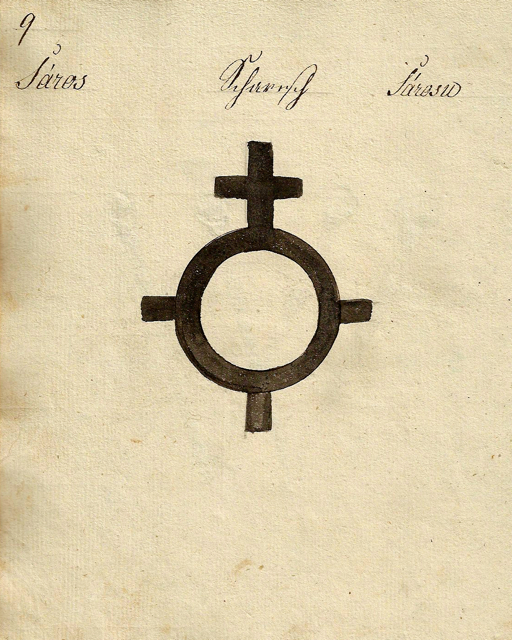
1826 - Danga pentru vitele din Şaroşul Săsesc
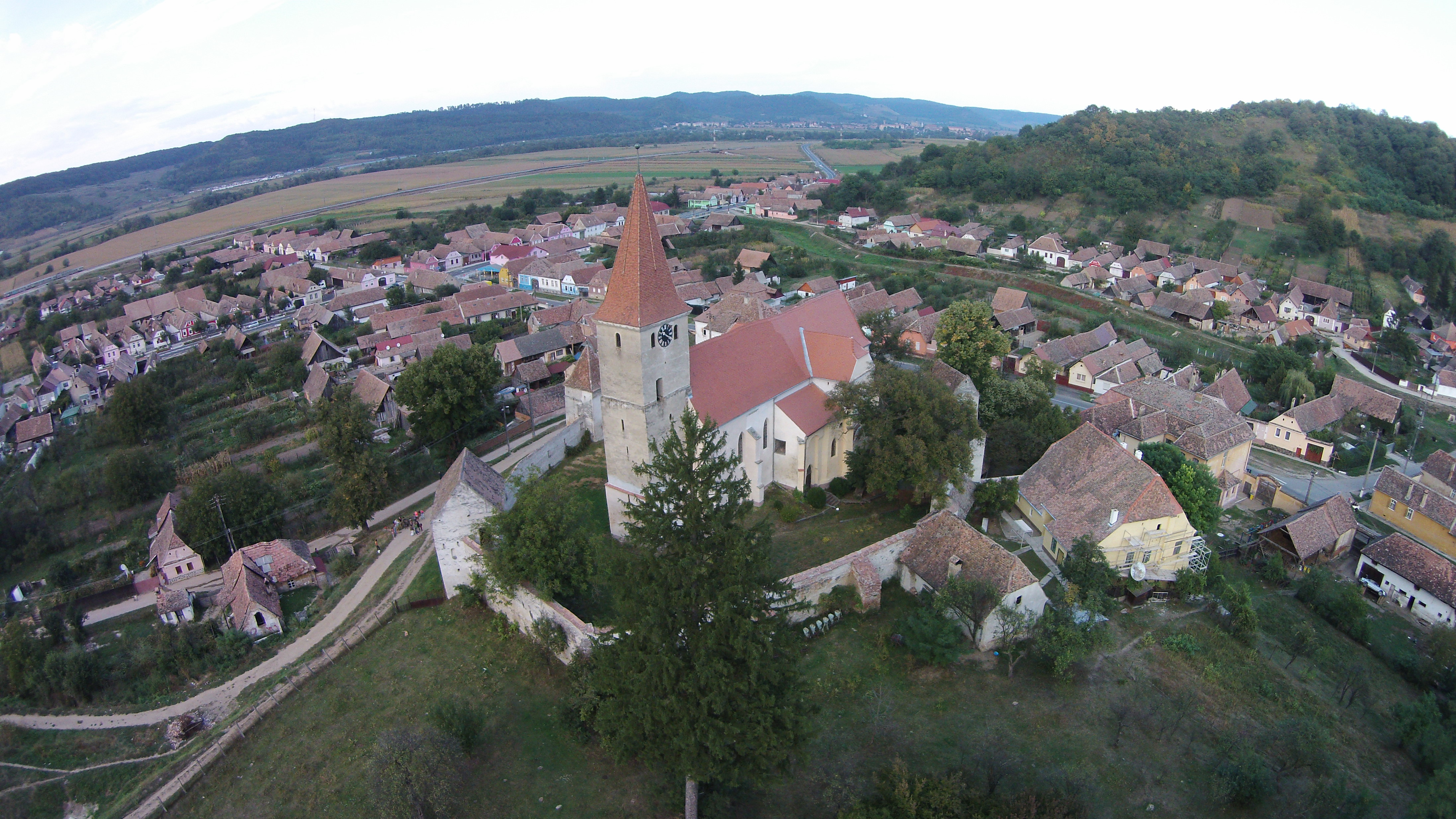
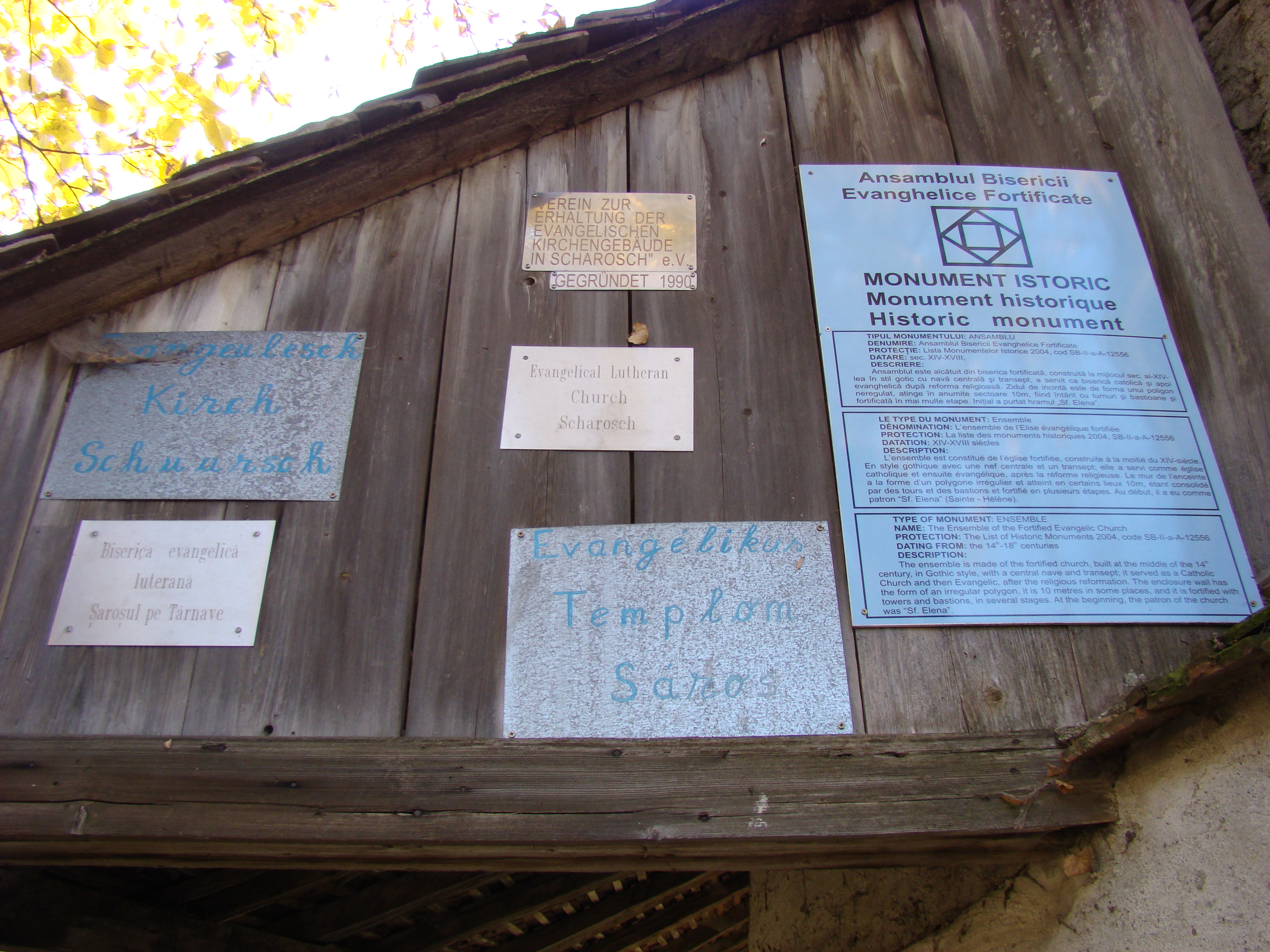
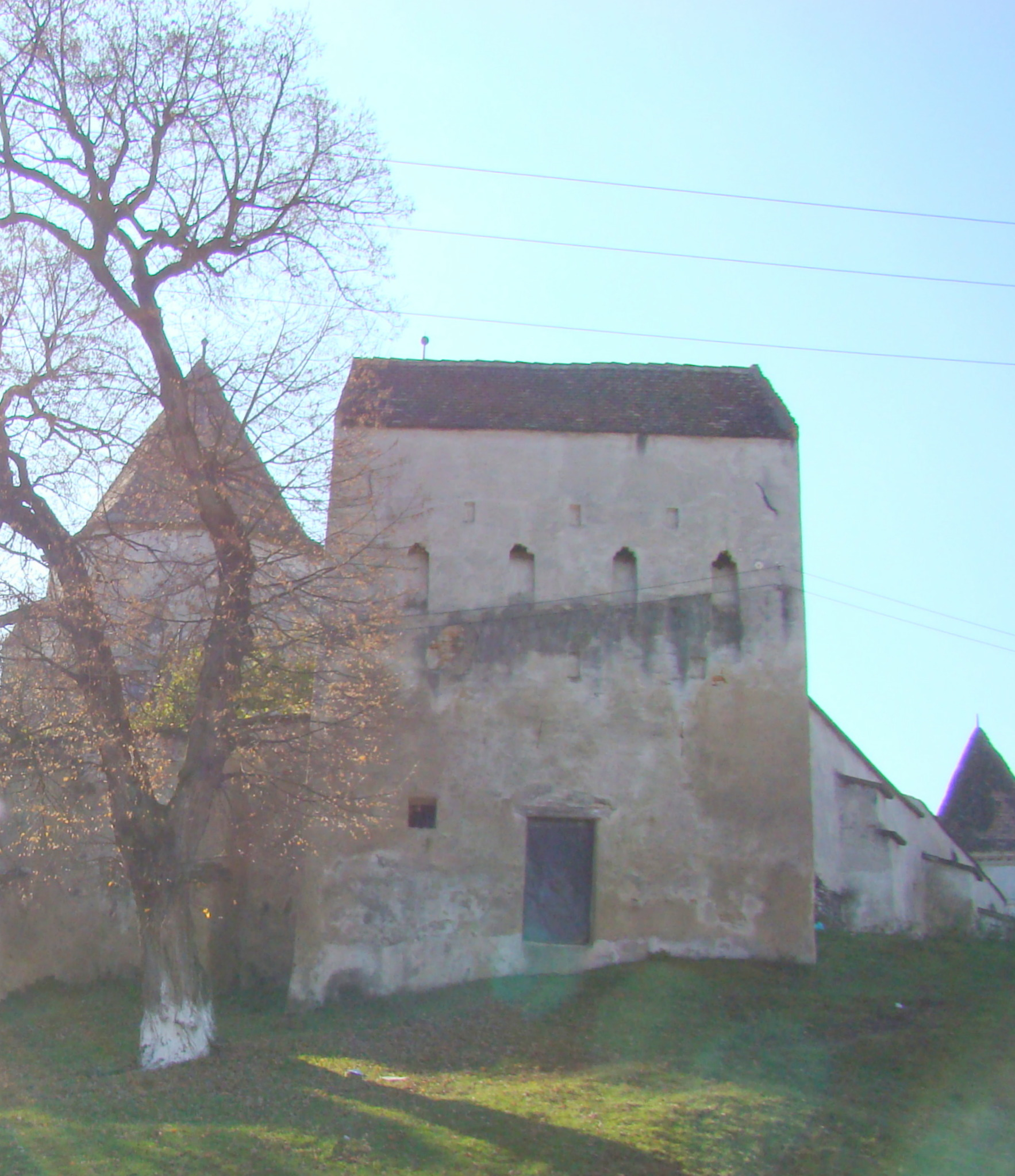
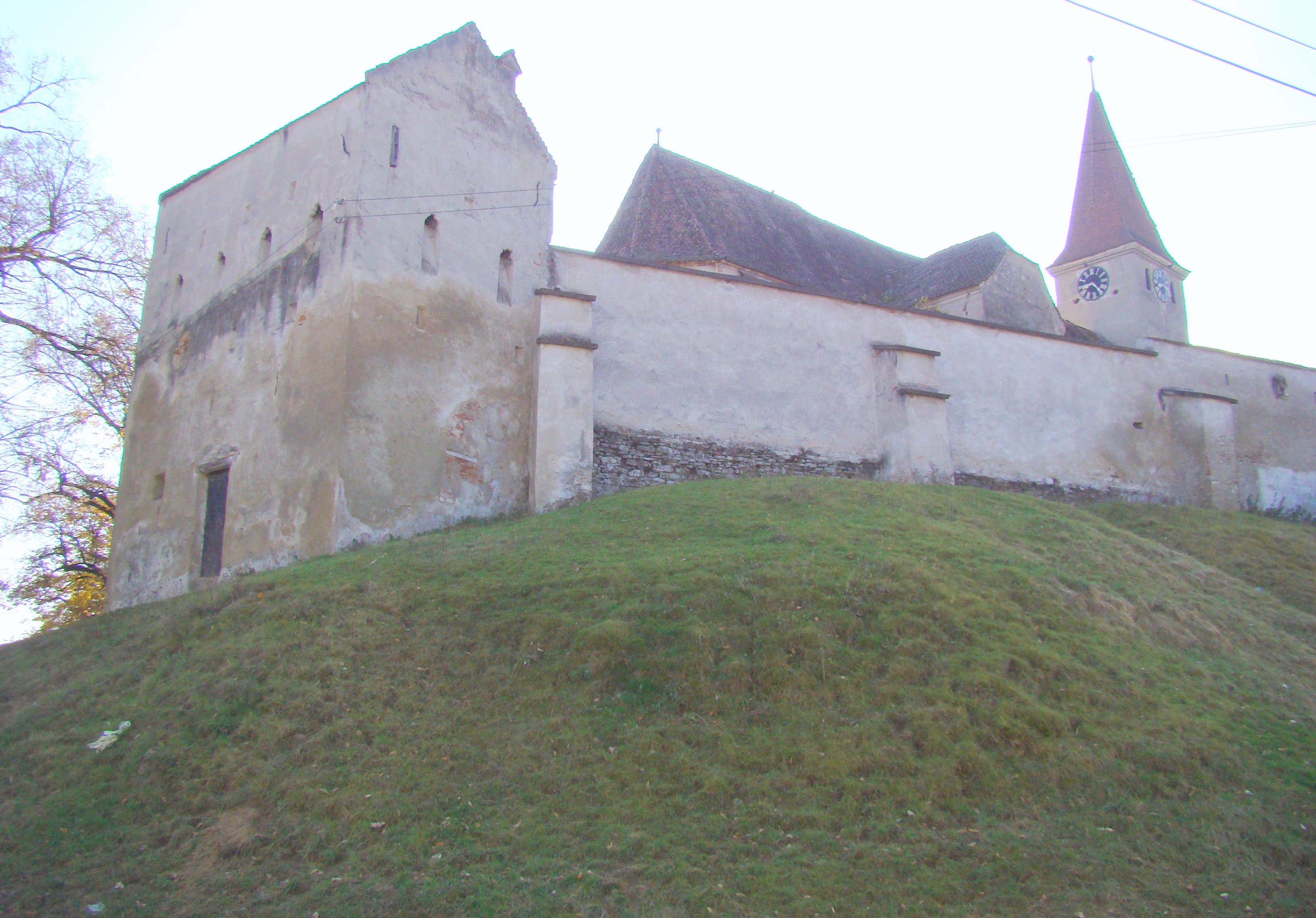
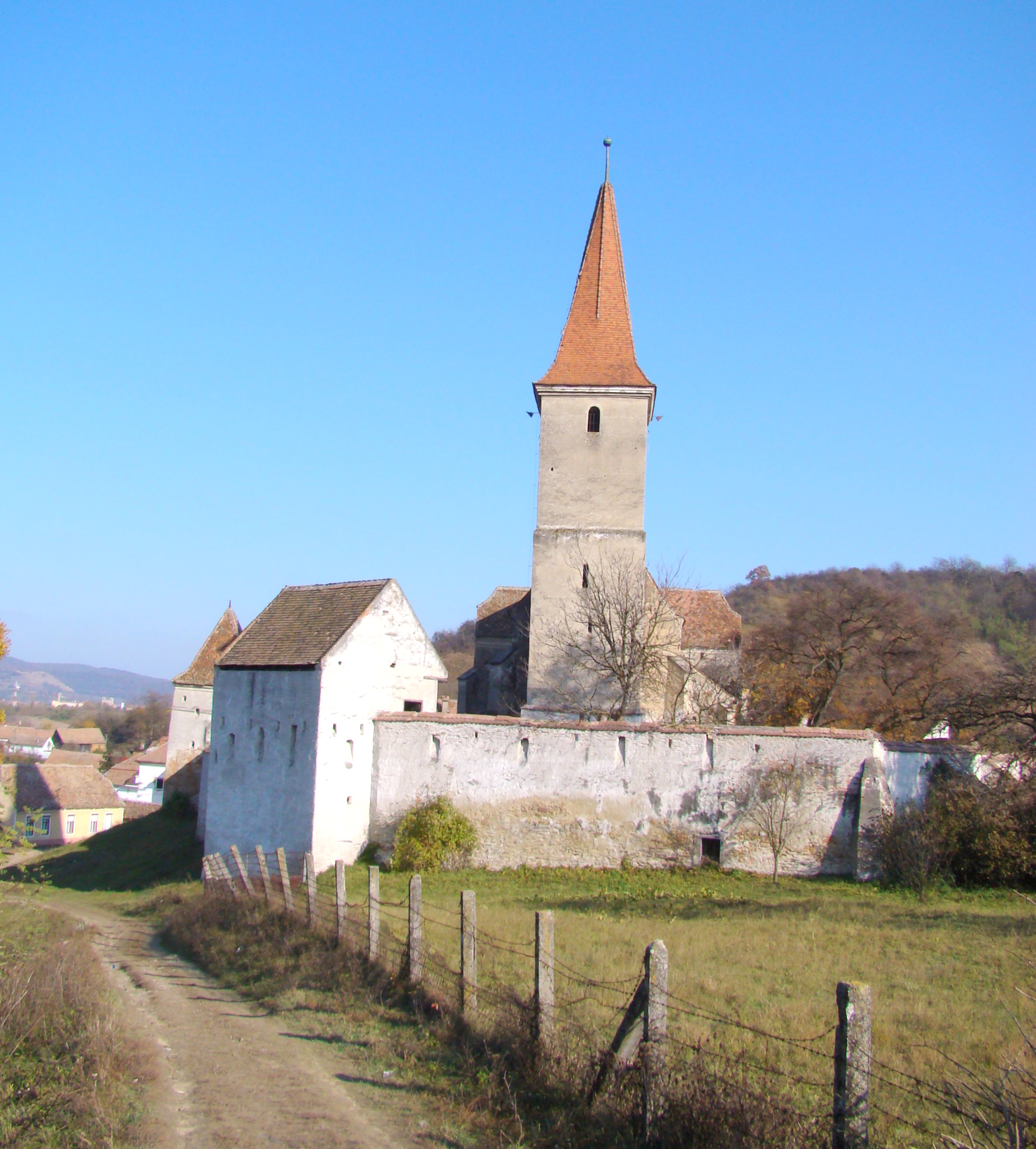
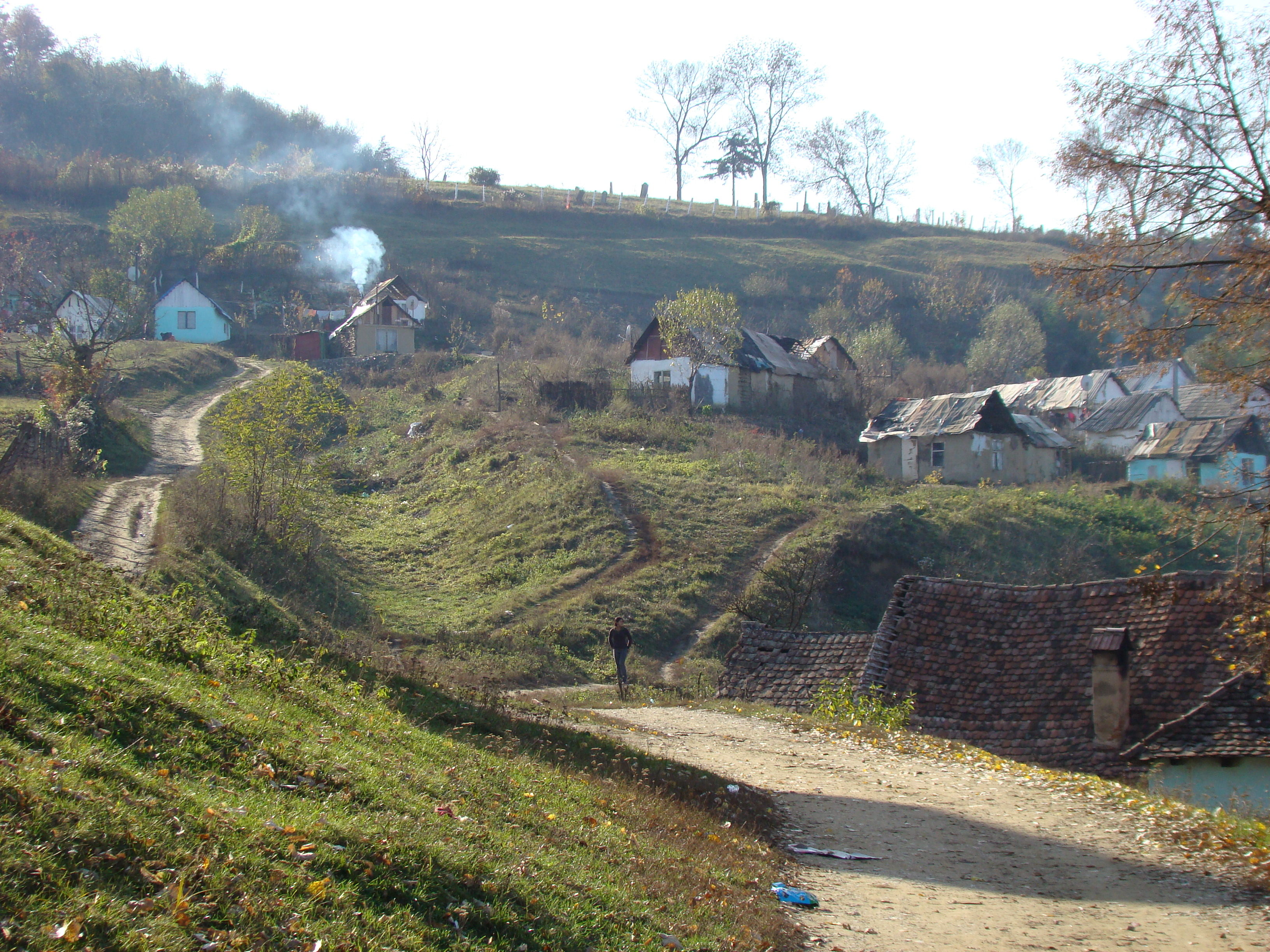